# Bulgarograsso
Bulgarograsso är en ort och kommun i provinsen Como i regionen Lombardiet i Italien. Kommunen hade 4 104 invånare (2018).